# Real Club Celta de Vigo 2015-2016
Questa voce raccoglie le informazioni riguardanti il Real Club Celta de Vigo nelle competizioni ufficiali della stagione 2015-2016.

## Stagione
Campionato
Il Celta Vigo partecipa per la 50ª volta nella sua storia alla massima serie del campionato di calcio spagnolo. Il club ha chiuso il campionato al sesto posto con 60 punti, frutto di 17 vittorie, 9 pareggi e 12 sconfitte. Con questo piazzamento ha ottenuto la qualificazione alla fase a gironi dell'Europa League 2016-2017.
Coppa del Re
In Coppa del Re la squadra è giunta fino alla semifinali del torneo. Nei sedicesimi di finale ha superato l'Almería; negli ottavi di finale ha avuto la meglio agilmente del Cádiz; ai quarti di finale ha eliminato l'Atlético Madrid (0-0 all'andata, vittoria per 3-2 al ritorno a Madrid); mentre in semifinale ha dovuto cedere al Siviglia (vittorioso 4-0 in casa all'andata, 2-2 al ritorno).

## Divise e sponsor
| Casa | Trasferta |

Sponsor ufficiale: Citroën
Fornitore tecnico: Adidas